# 真岡郵便局
真岡郵便局（もおかゆうびんきょく）は栃木県真岡市にある郵便局。民営化前の分類では集配普通郵便局であった。

## 概要
住所：〒321-4399 栃木県真岡市並木町1-7-2

## 沿革
- 1872年8月4日（明治5年7月1日） - 真岡郵便取扱所として開設[1]。
- 1873年（明治6年）4月1日 - 真岡郵便役所となる。
- 1875年（明治8年）1月1日 - 真岡郵便局（四等）となる。
- 1878年（明治11年） - 為替取扱を開始。
- 1879年（明治12年） - 貯金取扱を開始。
- 1894年（明治27年）1月16日 - 真岡郵便電信局となる。
- 1903年（明治36年）4月1日 - 通信官署官制の施行に伴い真岡郵便局となる。
- 1950年（昭和25年）9月1日 - 国際電報の受付および配達事務を開始[2]。
- 1959年（昭和34年）10月17日 - 電話交換および電報配達事務の取扱を、真岡電報電話局に移管[3]。
- 1960年（昭和35年）12月1日 - 特定郵便局から普通郵便局に局種別改定。
- 1974年（昭和49年）6月10日 - 真岡市荒町から同市台町中ノ先に移転。
- 1996年（平成8年）7月1日 - 外国通貨の両替および旅行小切手の売買に関する業務取扱を開始。
- 2003年（平成15年）3月24日 - 飯貝（いいがい）郵便局から「321-44xx」区域の集配業務を移管。
- 2007年（平成19年）10月1日 - 民営化に伴い、併設された郵便事業真岡支店に一部業務を移管。
- 2012年（平成24年）10月1日 - 日本郵便株式会社発足に伴い、郵便事業真岡支店を真岡郵便局に統合。

## 取扱内容
- 郵便、印紙、ゆうパック、内容証明
- 貯金、為替、振替、振込、国際送金、外貨両替・トラベラーズチェック、国債、投資信託
- 生命保険、バイク自賠責保険、自動車保険、がん保険、引受条件緩和型医療保険
- ゆうちょ銀行ATM
- 「321-43xx」「321-44xx」区域（真岡市（合併以前からの真岡市域の一部））の集配業務
- ゆうゆう窓口

## 風景印
- 形は正面から見たSLの変形印である。
- 図案は『SL (C11 325) 』・『動輪』
- 使用開始日は2001年（平成13年）1月1日

### 過去の風景印
- 1977年（昭和52年）6月10日 - 1999年（平成11年）8月29日
  - 図案は『根本山』・『工場群』・『五列川』・『白鷺』・『雲雀』
- 1999年（平成11年）8月30日 - 2000年（平成12年）12月31日
  - 図案は『真岡線を走るSL (C12 66) 』・『綿の花』

## 周辺
- 栃木県立真岡高等学校
- 栃木県立真岡女子高等学校
- 芳賀赤十字病院
- 真岡信用組合本店
- イオンタウン真岡
- 国道294号
- 五行川

## アクセス
- 真岡鐵道真岡線 真岡駅から徒歩約4分
- 関東自動車バス 真岡駅前停留所下車
- 北関東自動車道 真岡ICから東へ約3.5km
- 駐車場あり：27台